# Florence Delay

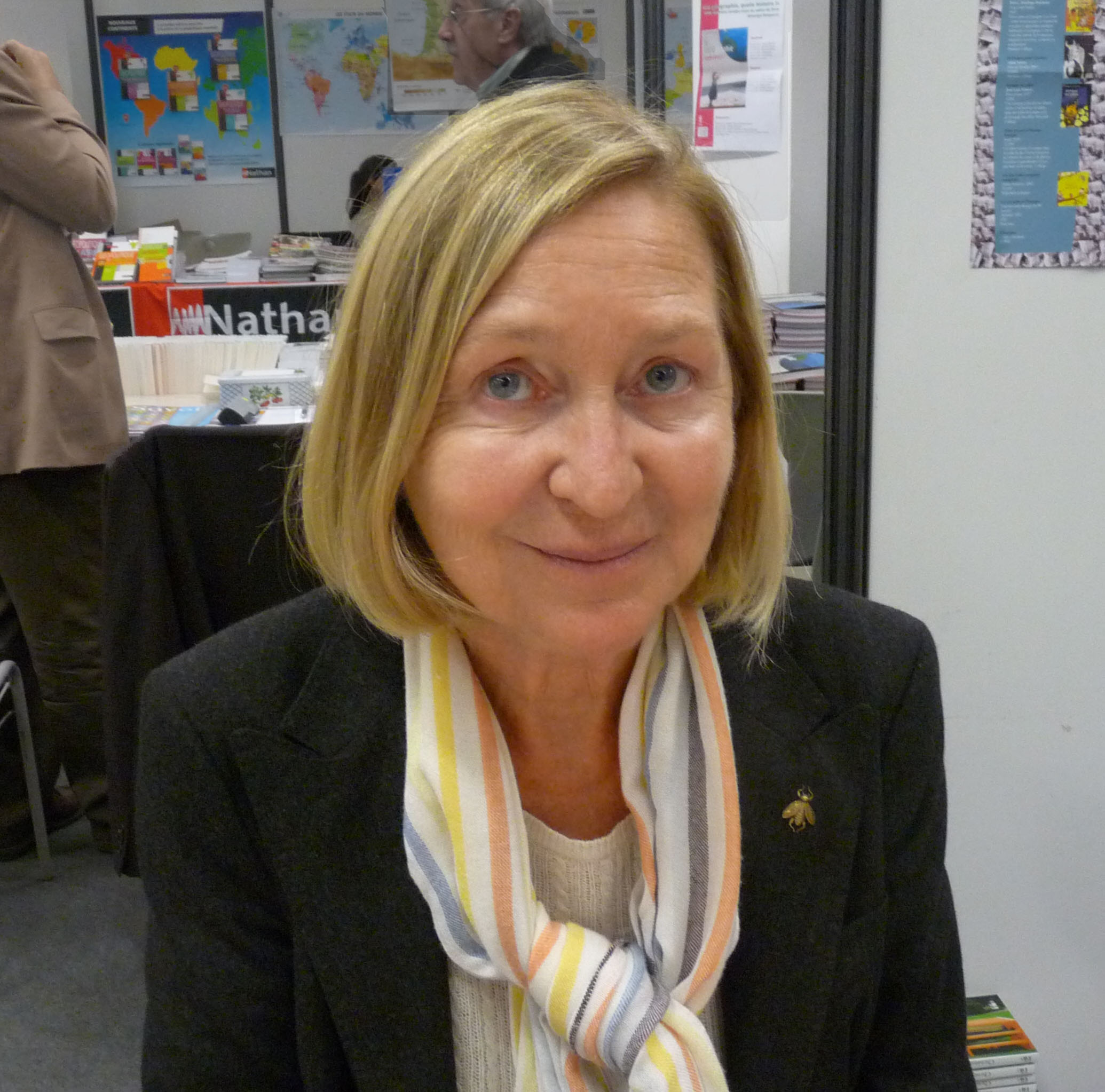
Florence Delay, 2009

Florence Delay (* 19. März 1941 in Paris; † 1. Juli 2025 ebenda) war eine französische Schriftstellerin, Schauspielerin und Übersetzerin, die seit 2000 Mitglied der Académie française war.

## Leben

### Studium und schauspielerische Tätigkeiten
Florence Delay, Tochter des Neurologen, Psychiaters und Schriftstellers Jean Delay, der zwischen 1959 und 1987 ebenfalls Mitglied der Académie française war, studierte nach dem Besuch des Lycée Jean-de-La-Fontaine Spanisch an der Universität von Paris.
Während des Studiums arbeitete sie als Schauspielerin und spielte unter dem Geburtsnamen ihrer Mutter (Florence Carrez) 1962 die Hauptrolle der Jeanne d’Arc in dem Film Procès de Jeanne d’Arc von Robert Bresson. Der Film war einer der Wettbewerbsbeiträge bei den Internationalen Filmfestspielen von Cannes 1962. Später spielte sie einige weitere Rollen in Filmen von Regisseuren wie Chris Marker, Hugo Santiago, Benoît Jacquot und Michel Deville.
Sie war neben dem Studium auch Schauspielschülerin am Théâtre du Vieux-Colombier, einem der drei Theater der Comédie-Française und Regieassistentin von Jean Vilar bei dem von diesem 1947 gegründeten Festival von Avignon. Darüber hinaus war sie zwischen 1963 und 1964 Assistentin von Georges Wilson am Théâtre National Populaire.
Nach Abschluss ihres Studiums war sie als Universitätsdozentin für allgemeine Literaturwissenschaft und Komparatistik an der Universität Paris III tätig.

### Schriftstellerin, Übersetzerin und Essayistin
1973 veröffentlichte sie mit Minuit sur les jeux ihren ersten Bildungsroman. Florence Delay, die zwischen 1978 und 1985 eine Kolumne über Bühnenwerke für die Literaturzeitschrift Nouvelle Revue Française verfasste, war von 1978 bis 1982 auch Mitglied der Jury für den Prix Femina sowie von 1978 bis 1995 Mitglied des Redaktionsrates der 1946 von Georges Bataille gegründeten Literaturzeitschrift Critique. Darüber hinaus war sie in den Jahren 1979 bis 1987 Mitglied des Lektorats des Verlagshauses Éditions Gallimard, bei dem zahlreiche ihrer eigenen Werke erschienen.
1983 erhielt sie für den Roman Riche et légère (1983) selbst den Literaturpreis Prix Femina. Nach Petites formes en prose après Edison (1987) schrieb sie neben Romanen auch Essays.
Neben ihrer literarischen Tätigkeit beschäftigte sie sich auch weiterhin mit dem Theater und mit Spanien. Dabei wurde sie insbesondere durch ihre Übersetzungen spanischer Klassiker bekannt wie der Tragikomödie La Celestina von Fernando de Rojas, die unter anderem 1989 von Antoine Vitez sowie erneut 2011 von Christian Schiaretti am Théâtre National Populaire inszeniert wurde. Zu ihren weiteren Übersetzungen gehörten Werke von Pedro Calderón de la Barca und Lope de Vega, die allesamt Eingang in das Repertoire der Comédie-Française gefunden haben.
Für Etxemendi (1990) wurde sie mit dem Prix François Mauriac ausgezeichnet. 1999 bekam sie für den Essay Dit Nerval (1999) sowohl den Großen Preis für Romane der Stadt Paris als auch den Preis für Essays der Académie française.
Gemeinsam mit Jacques Roubaud verfasste sie 2005 den zehnteiligen Zyklus Graal théâtre, der sich auf das Matière de Bretagne bezieht, eine Auseinandersetzung mit den Artus-Legenden.
Am 14. Dezember 2000 wurde Florence Delay zum Mitglied der Académie française gewählt und nahm dort als Nachfolgerin von Jean Guitton den zehnten Sessel (Fauteuil 10) ein.
Darüber hinaus wurde sie mehrfach ausgezeichnet und erhielt unter anderem das Offizierskreuz der Ehrenlegion sowie des Ordre national du Mérite und war außerdem Kommandeurin des Ordre des Arts et des Lettres.

## Veröffentlichungen

### Romane, Theaterstücke und Essays
- Minuit sur les jeux, 1973
- Le aïe aïe de la corne de brume, 1975
- L’Insuccès de la fête, 1980
- Acte de la Passion, 1983
- Riche et légère, 1983
- Marco Polo, le nouveau livre des merveilles, 1985
- Course d’amour pendant le deuil, 1986
- Petites formes en prose après Edison, 1986
- Il me semble, mesdames ou Les Dames de Fontainebleau, 1987
- La sortie au jour, 1987
- Partition rouge. Poèmes et chants des Indiens d’Amérique du Nord, Mitautor Jacques Roubaud, 1988
- L’Hexaméron, Mitautoren Michel Chaillou, Michel Deguy, Natacha Michel, Denis Roche, Jacques Roubaud, 1990
- Etxemendi, 1990
- Semaines de Suzanne, Sammlung, Mitautoren Patrick Deville, Jean Echenoz, Sonja Greenlee, Harry Mathews, Mark Polizzotti, Olivier Rolin, 1990
- Catalina, enquête, 1994
- Œillet rouge sur le sable, 1994
- La Fin des temps ordinaires, 1996
- La Séduction brève, 1997
- Dit Nerval, Essay, 1999
- Michée, Aggée, Zacharie, Malachie, Mitautoren Maurice Roger und Arnaud Sérandour, 2001
- L'Évangile de Jean, Trois lettres de Jean, Mitautor Alain Marchadour, 2001
- Graal théâtre. Joseph d’Arimathie, Merlin l’enchanteur, Gauvain et le Chevalier Vert, Perceval le Gallois, Lancelot du Lac, l’Enlèvement de la reine, Morgane contre Guenièvre, Fin des Temps Aventureux, Galaad ou la Quête, La tragédie du roi Arthur, Mitautor Jacques Roubaud, 2005
- Mon Espagne or et Ciel, 2008
- Mes cendriers, 2010
- Il me semble, Mesdames, 2012

### Übersetzungen
- Le divin Narcisse, et autres textes, Übersetzung von Juana Inés de la Cruz, Mitautoren Frédéric Magne und Jacques Roubaud, 1987
- L’Éclipse de la balle, Übersetzung von Arnaldo Calveyra, 1987
- La Décadence de l’analphabétisme, Übersetzung von José Bergamín, 1987
- La Solitude sonore du toreo, Übersetzung von José Bergamín, 1989
- Les Moitiés, Übersetzung von Ramón Gómez de la Serna, Mitübersetzer Pierre Lartigue, 1991
- L’Homme du Luxembourg, Übersetzung von Arnaldo Calveyra, 1994
- Six poèmes galiciens, Übersetzung von Federico García Lorca, 1998
- Beau ténébreux, Übersetzung von José Bergamín, 1999
- Le Grand Théâtre du monde suivi de Procès en séparation de l’Âme et du Corps, Übersetzung von Pedro Calderón de la Barca, 2004
- Pedro et le Commandeur, Übersetzung von Lope de Vega, 2006
- La Célestine, Übersetzung von Fernando de Rojas, 2011

## Filmografie

### Schauspielerin
- 1962: Procès de Jeanne d’Arc
- 1969: Le jouet criminel (Kurzfilm)
- 1975: Mort de Raymond Roussel (Kurzfilm)
- 1979: Collections privées (Erzählerin)
- 1979: Écoute voir...
- 1983: Sans Soleil – Unsichtbare Sonne (Essayfilm, Erzählerin)

### Drehbuchautorin
- 1981: Les ailes de la colombe
- 1981: Stille Wasser (Eaux profondes)
- 1996: Los años Arruza

## Einzelnachweis
1. ↑  Décès de Mme Florence Delay (F10). In: academie-francaise.fr. 1. Juli 2025, abgerufen am 1. Juli 2025 (französisch).